# Untereinheit A des Fibrinstabilisierenden Faktors
Die Untereinheit A des Fibrinstabilisierenden Faktors ist eine von zwei Untereinheiten des Faktor XIII. Dieser Faktor wird im Zuge der Blutgerinnung aktiviert und besteht aus jeweils zwei A- und zwei B-Untereinheiten. Während die Untereinheit A über eine enzymatische Funktion verfügt, hat die Untereinheit B keine solche Funktion und dient stattdessen möglicherweise als Trägermolekül im Blutplasma.

## Funktion
Die Untereinheit A übt zwei Funktionen aus:
- Zum einen katalysiert sie die folgende Reaktion:

{\displaystyle \mathrm {proteinogenesGlutamin+Alkylamin\ \rightleftharpoons \ ProteinN5-Alkylglutamin+NH_{3}} }
- Zum anderen verknüpft sie Fibronectin zu den Alpha-Ketten von Fibrin.

## Genetik
Die Untereinheit A des Fibrinstabilisierenden Faktors wird vom 160 kb großen Gen F13A1 durch 15 Exons codiert. Fünf Domänen, die eindeutig funktionell sind, werden jedoch von separaten Exons codiert. Mutationen in diesem Gen können zu erblich bedingtem Faktor-XIII-Mangel führen.